# Monte Pittman
Monte Pittman (Longview, 19 novembre 1975) è un chitarrista statunitense, noto per essere membro della metal band Ministry e musicista dal vivo di Madonna.

## Biografia

### L'infanzia
Appassionato di musica sin dai primi anni di vita, Pittman ha iniziato a suonare la chitarra da adolescente, quando ha ricevuto in regalo da suo padre la sua prima chitarra all'età di 13 anni. Il suo insegnante era Robert Browning. Sin dagli inizi si dimostrò un grande talento.

### Con Madonna
Pittman si è trasferito a Los Angeles nel 1999 e ha lavorato in un negozio di chitarre come venditore. Alla fine ha lasciato per iniziare a insegnare lezioni di chitarra. Il terzo studente di Pittman era il regista britannico Guy Ritchie, che aveva appena ricevuto una chitarra in regalo da Madonna, all'epoca sua fidanzata. Ritchie in seguito restituì il favore, comprando a Madonna la sua chitarra, e anche lei iniziò a prendere lezioni da Pittman.
Un mese dopo che Pittman ha iniziato a dare lezioni di chitarra a Madonna, è stato invitato a unirsi a lei sul palco del Late Show con David Letterman per promuovere il suo album Music. La coppia ha suonato la chitarra insieme in una versione acustica del brano Don't Tell Me. Successivamente, Pittman è stato invitato a unirsi alla band per il Drowned World Tour di Madonna nel 2001.
Da allora ha suonato in ogni incarnazione della band dal vivo di Madonna; Oltre ai tour mondiali, Pittman si è unito a Madonna sul palco in molti eventi speciali, in particolare al Live 8 ad Hyde Park nel 2005 e al Live Earth del 2007.

### Con i Prong
Nel 2002, Pittman venne presentato a Tommy Victor dei Prong dal batterista degli White Zombie Ivan de Prume. Pittman si unì al gruppo in quello stesso anno.

### L'attività di turnista
Ha collaborato con svariati artisti, prevalentemente con Melanie C e Sophie Ellis-Baxtor.

### I Ministry
Nel 2021 si unisce alla al gruppo heavy metal Ministry, dove svolge il ruolo di chitarra solista.

## Discografia

### Solista
- The Deepest Dark (2009)
- Pain, Love, & Destiny (2011)
- A Dark Horse – single (2013)
- The Power of Three (2014)
- Better or Worse (2018)